# It Skuonmakkershûs

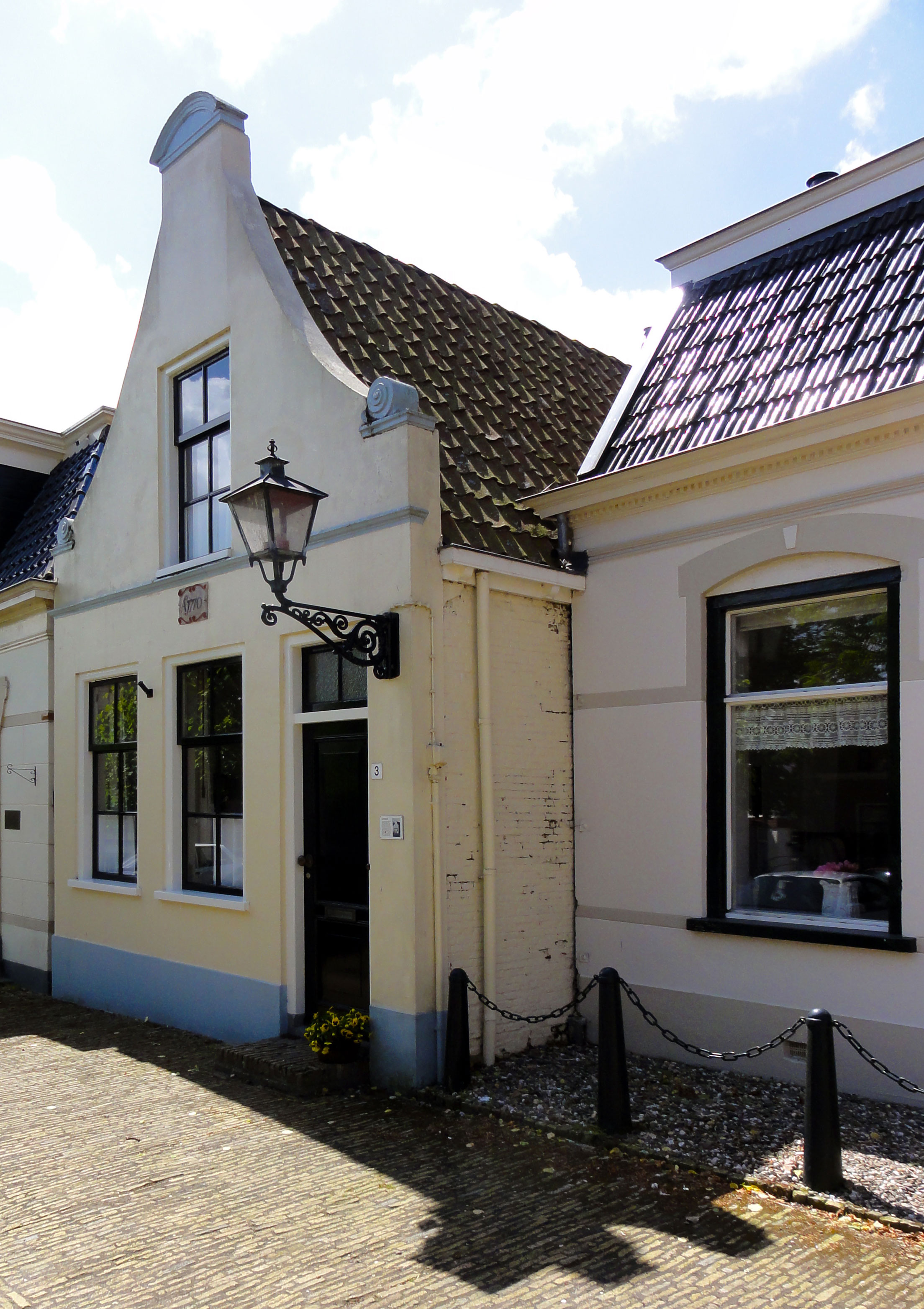
It Skuonmakkershûs aan het Vrijhof 3 in Ferwerd

It Skuonmakkershûs (het schoenmakershuis) is een monumentaal pand aan het Vrijhof 3 in de Friese plaats Ferwerd.

## Geschiedenis
De opdracht tot de bouw van de woning is waarschijnlijk in 1710 gegeven door de meester schoenmaker IJsbrand Siebes, die al op deze plek woonachtig was. Het huis is gebouwd op het pad dat vroeger naar de terp van Ferwerd leidde. Het pand heeft een klokgevel. Het bouwjaar is in een gevelsteen in het midden van de voorgevel aangebracht. Later in de 17e eeuw werd het huis en het buurpand Vrijhof 2 gekocht door Jan Albarda, eigenaar van het herenhuis aan het Vrijhof 1. Waarschijnlijk dateert een later dichtgemaakte deur tussen de panden Vrijhof 2 en Vrijhof 3 uit deze tijd.
In de 19e eeuw werd het huis bewoond door respectievelijk een deurwaarder en een belastingontvanger. Het pand wordt daarom ook wel het Kommizehûs genoemd. In de jaren zeventig van de 20e eeuw werd het pand gekocht door de gemeente Ferwerderadeel, die het in 1980 liet restaureren. Het is sinds die tijd een woonhuis en er worden muzieklessen gegeven. Het pand is erkend als rijksmonument.